# Agloval
Agloval (o Aglovale) de Galis és el fill gran del rei Pellinor a la llegenda artúrica. Tal com els seus germans Sir Tor, Lamorak, Dornar i Perceval, és un cavaller de la Taula rodona.
En els romanços artúrics, Agloval no és una figura tan important com els seus germans Lamorak i Perceval. Segons la Post Vulgata artúrica i La mort d'Artús de Thomas Malory va ser, però, el qui va dur Perceval a Camelot perquè en fos cavaller. En la Vulgata artúrica, Agloval mor accidentalment a la mà de Galavany durant la recerca del Sant Grial, però en el llibre de Malory ell i el seu germà Tor són uns dels cavallers encarregats d'executar la reina Ginebra i que van morir quan Lancelot i els seus homes la van venir a rescatar.
Agloval apareix en el romanç holandès Moriaen, en què visita el país dels moros i on troba una bella princesa cristiana negra que li donarà un fill. Torna a les seves terres, i tretze anys més tard, el seu fill Moriaen arriba per buscar-lo. Després d'una sèrie d'aventures, pare i fill es reuneixen i tots dos tornen al país de Moriaen per a recuperar les seves terres.
En els temps moderns Agloval és el protagonista de la novel·la The Life of Sir Aglovale de Galis, de Clemence Housman, i de The Once and Future King, de T.H. White, on es presenta un retrat particularment afectuós del cavaller.